# Virgil Meneghello Dinčić
Virgil Meneghello Dinčić (Split, 19. ožujka 1876. - Split, 30. travnja 1944.), hrvatski likovni umjetnik.
Studirao je na Accademia di Belle Arti u Veneciji, te na likovnoj akademiji u Drezdenu, gdje je apsolvirao 1899. godine. Godine 1902. otvorio je privatnu školu slikanja, a za vrijeme Prvog svjetskog rata radio je kao profesor crtanja u splitskoj gimnaziji. Uz Emanuela Vidovića i Antu Katunarića, jedan je od pokretača humorističnog časopisa „Duje Balavac“ za koji je izradio značajan broj karikatura.